# داش‌بلاغ (شهرستان سوزک)
داش‌بلاغ (به لاتین: Tash-Bulak) یک روستا در قرقیزستان است که در شهرستان سوزک واقع شده‌است. داش‌بلاغ ۵٬۹۱۰ نفر جمعیت دارد.